# 顔師古
顔 師古（がん しこ、581年 - 645年）は、中国・唐の学者。諱は籀、師古は字である。祖父は顔之推。父は顔思魯。本貫は琅邪郡臨沂県。

## 経歴
顔師古は、『顔氏家訓』の著者である顔之推の嫡孫である。顔氏は琅邪郡臨沂県をそもそもの本貫とするが、顔之推の九世の祖の顔含の時に江南に渡り、東晋の首都建康で暮らした。顔之推のとき、西魏の軍に連れ去られて長安に拉致されたが、脱出して北斉の首都鄴に移った。その後、北斉が北周に征服されると再び長安に移り、その北周が滅ぼされて隋が開基した開皇元年（581年）、顔師古は生まれた。
顔師古は、隋の文帝の仁寿年間（601年 - 604年）に、安養県の県尉となって以来、たえず官僚に身を置いた。唐が建国されると武徳元年（618年）、中書舎人などを歴任し、彼のものした詔勅文は当代随一と賞された。太宗の下では、中書侍郎に就任し、琅邪県男に封ぜられた。貞観4年（630年）、太宗の命により、五経の考定を行い、3年後に定本を上呈した。貞観7年（633年）、天下に頒布された。その後は、国家の渡渉を管理する秘書省の次官である秘書少監の任に就き、諸本を校勘した。
貞観11年（637年）、魏徴や房玄齢等と共に五礼の撰定に与かり、『大唐儀礼』100巻を撰した。貞観12年（638年）、太宗は孔穎達らの学者たちに命じて、五経の解釈の統一と、その注釈の作成を命じた。これは貞観16年（642年）に完成し、『五経正義』と名づけられた。180巻。
また、皇太子の李承乾の命によって『漢書』100巻の注釈を作成し、貞観15年（641年）に完成させた。最後は、秘書監・弘文館学士のままこの世を去った。

## 学問
顔氏一族は、代々「訓詁学」をその特色とし、特に『周礼』と『左伝』を家学としていた。顔之推の『顔氏家訓』の書証篇・音辞篇はその一つである。顔師古は、顔之推や顔思魯、また二人の叔父（顔愍楚・顔游秦）から「書生門戸」としての顔氏の伝統を引き受け、多くの古典籍に通じ、訓詁に詳しかった。
顔師古の残した単著として、『匡謬正俗』や『急就篇』注があるが、最も著名なのは『漢書』注である。

### 漢書注
『漢書』は後漢の班固が司馬遷『史記』の後を継いで書いた前漢の歴史書であり、書かれた直後から、『史記』に続いて、経書に匹敵する地位を獲得した。しかし、『漢書』には難読の語句が多く、そのため後漢当時から注釈が書き始められ、顔師古の頃には数多くの注釈が並び立つ状態であった。『漢書』に関する学問は「漢書学」と呼ばれ、その学者は「漢書学者」と呼ばれるほどに専門化していた。
顔師古のときに存在していた『漢書』注は、後漢の服虔・応劭、それを引き継いだ西晋の晋灼・臣瓚、さらに臣瓚注を引き継いだ東晋の蔡謨といった旧注家の注釈と、その後南朝で盛んに著された新しい注釈の二系統があった。顔師古は、このうち旧注家の注釈に共感を示し、北朝に伝わった晋灼のテキストを尊重した。
また、顔師古は、顔氏の家学による研究の蓄積を利用して『漢書』注を制作した。顔之推が著した『顔氏家訓』の勉学篇・書証篇には『漢書』への言及があるが、これは顔師古の注釈に反映されている。また、顔游秦は『漢書決疑』12巻を著したが、『旧唐書』の顔師古伝は、顔師古の『漢書』注が多く『漢書決疑』に依拠していると明記する。
顔師古の『漢書』注の特徴は、事柄に対する注釈を排し、言葉に対する注釈を原則とした点にある。言葉に対する注釈は、訓詁の方法を用いてなされ、『漢書』の本文の言葉を熟視し、本文に即した切り込みを見せるものである。これは、家学で継承されてきた経書注釈の方法を、史書の解釈に移したものである。

## 筆跡

### 等慈寺碑
『等慈寺碑』（とうじじひ）は、637年から641年（貞観11年から15年）の間に書かれた。等慈寺は629年（貞観3年）、太宗の詔によって戦没将士の菩提を弔うために建てられたもので、洛州汜水県にある。碑高245cm、幅117cmの碑は、はじめ寺内にあったが、近年、壊されて残石となり、現在は鄭州市博物館にある。碑額は篆書陽文で、「大唐皇帝等慈寺之碑」と3行に刻され、本文は楷書32行、各行65字である。撰文も書も顔師古で、祖父の顔之推以来、学芸をもって北朝に歴任した家柄だけに、彼の書も鋭く力強く、北魏の書風を受け継いでいる。

## 伝記資料
- 『旧唐書』巻73
- 『新唐書』巻198